# Gilles Chabrier
Gilles Chabrier ist ein französischer Astrophysiker.

## Leben und wissenschaftliche Arbeit
Gilles Chabrier wurde am 30. Juni 1955 in Lyon geboren. Er studierte Physik an der École normale supérieure (ENS) in Frankreich. Nach seiner Promotion forschte er an der University of Rochester. Anfang der 1990er Jahre baute er in Zusammenarbeit mit der örtlichen Sternwarte, dem Observatoire de Lyon, an der École normale supérieure de Lyon (ENS-Lyon) in Lyon eine Forschergruppe zur Astrophysik auf. Daraus ging 1995 der Centre de recherche astronomique de Lyon hervor, seit 2007 Centre de Recherche Astrophysique de Lyon (CRAL) genannt. Der CRAL wird von der Universität Lyon I, der ENS Lyon und dem Centre national de la recherche scientifique (CNRS) getragen. Chabrier leitet eine der drei Forschergruppen am CRAL. Er ist zudem Forschungsdirektor am Centre national de la recherche scientifique (CNRS).
Sein Spezialgebiet sind braune Zwerge. Bereits vor deren Entdeckung im Jahre 1995 entwarf er zusammen mit France Allard und Isabelle Baraffe die Theorie zur Entwicklung und Struktur von braunen Zwergen. Außerdem widmete bzw. widmet er sich den weißen Zwergen, den Zustandsgleichungen von dichten astrophysikalischen Plasmen sowie der Physik von Protosternen und von Exoplaneten.

## Auszeichnungen
- 2006 CNRS Silver Medal[3][4]
- 2010 Prix Jean Ricard
- 2012 Eddington-Medaille[5][6]
- 2014 Prix Ampère
- 2019 Fred Hoyle Medal and Prize[7]
- 2024 Goldmedaille der Royal Astronomical Society[8]

## Veröffentlichungen (Auswahl)
- The Equation of State in Astrophysics: IAU Colloquium 147, Cambridge University Press, 2010, ISBN 0-511-60012-7
- Structure formation in astrophysics, Cambridge University Press, 2009, ISBN 978-0-521-88779-3
- The equation of state in astrophysics, Cambridge University Press, 2003, ISBN 0-521-47260-1